# Maisnil
Maisnil település Franciaországban, Pas-de-Calais megyében. Lakosainak száma 257 fő (2022. január 1.). Maisnil Saint-Michel-sur-Ternoise, Buneville, Foufflin-Ricametz, Hautecloque, Herlin-le-Sec, Neuville-au-Cornet, Roëllecourt és Ternas községekkel határos.

## Népesség
A település népességének változása:
| Lakosok száma | 255  | 247  | 242  | 242  | 242  | 238  | 247  | 257  |
|               | 2013 | 2015 | 2017 | 2018 | 2019 | 2020 | 2021 | 2022 |